# マッケンジー・ダーン
マッケンジー・ダーン（Mackenzie Dern、1993年3月24日 - ）は、アメリカ合衆国アリゾナ州フェニックス出身の女性柔術家、総合格闘家。RVCA/チェックマット所属。UFC世界女子ストロー級ランキング6位。

## 来歴

### ブラジリアン柔術
アリゾナ州でブラジル人の両親のもとに生まれ、幼い頃は両親の母国ブラジルと行き来しながら育った。実父のウェリントン・“メガトン”・ディアスは世界柔術選手権で準優勝した実績を持つ著名な柔術家であり、義母のルシアーナ・タバレスも黒帯の柔術家で、ダーンは3歳の頃から両親のもとで柔術を学んだ。19歳の時に父から黒帯を授与され、アブダビコンバット優勝や世界柔術選手権連覇、世界ノーギ柔術選手権無差別級優勝など数々の国際タイトルを獲得。2015年のアブダビ・ワールド・プロフェッショナル柔術選手権では、自分より40kg以上体重が重いギャビ・ガルシアから勝利を収めて無差別級王者に輝いた。

### 総合格闘技
2016年7月22日、Legacy FC 58で総合格闘技デビュー。ケニア・ロサスと対戦し、3-0の判定勝利を収めた。

#### Invicta FC
2017年12月8日、Invicta FC 26でケイリン・メデイロスと対戦し、3Rに腕ひしぎ十字固めで一本勝ち。パフォーマンス・オブ・ザ・ナイトを受賞した。

#### UFC
2018年3月3日、UFC 222でアシュリー・ヨーダーと対戦し、2-1の判定勝ち。この試合を最後に所属ジムのMMAラボを離脱し、練習拠点をロサンゼルスのブラック・ハウスとチェックマットに移した。
2018年5月12日、UFC 224でアマンダ・クーパーと対戦し、1Rにリアネイキッドチョークで一本勝ち。ダーンは計量時にストロー級の制限体重を7ポンド（約3.2kg）オーバーしてしまい、ファイトマネーの30％が没収され、123ポンドのキャッチウェイトで試合が行われた。
2019年10月12日、出産を経て1年5ヶ月ぶりの復帰戦となったUFC Fight Night: Joanna vs. Watersonでアマンダ・ヒバスと対戦し、0-3の判定負け。キャリア初黒星を喫した。
2020年5月30日、UFC on ESPN: Woodley vs. Burnsでハンナ・シファーズと対戦し、膝十字固めで一本勝ち。UFCで史上初めて足関節技を極めた女子選手となり、パフォーマンス・オブ・ザ・ナイトを受賞した。
2020年9月19日、UFC Fight Night: Covington vs. Woodleyでランダ・マルコスと対戦し、腕ひしぎ十字固めで一本勝ち。パフォーマンス・オブ・ザ・ナイトを受賞した。
2020年12月12日、UFC 256で女子ストロー級ランキング13位のビルナ・ジャンジロバと対戦し、3-0の判定勝ち。
2021年4月10日、UFC on ABC: Vettori vs. Hollandで女子ストロー級ランキング5位のニーナ・アンサロフと対戦し、腕ひしぎ十字固めで1R一本勝ち。パフォーマンス・オブ・ザ・ナイトを受賞した。
2021年10月9日、UFC Fight Night: Dern vs. Rodriguezで女子ストロー級ランキング6位のマリナ・ロドリゲスと対戦し、判定負け。敗れはしたものの、ファイト・オブ・ザ・ナイトを受賞した。
2022年4月9日、UFC 273で女子ストロー級ランキング7位のティーシャ・トーレスと対戦し、2-1の判定勝ち。
2022年10月1日、UFC Fight Night: Dern vs. Yanで女子ストロー級ランキング6位のヤン・シャオナンと対戦し、0-2の5R判定負け。
2023年5月20日、UFC Fight Night: Dern vs. Hillで女子ストロー級ランキング14位のアンジェラ・ヒルと対戦し、3-0の5R判定勝ち。ファイト・オブ・ザ・ナイトを受賞した。
2023年11月11日、UFC 295で女子ストロー級ランキング5位の元UFC世界女子ストロー級王者ジェシカ・アンドラージと対戦し、右ストレートで2RTKO負け。
2024年2月17日、UFC 298で女子ストロー級ランキング3位のアマンダ・レモスと対戦し、0-3の判定負け。敗れはしたものの、ファイト・オブ・ザ・ナイトを受賞した。
2024年8月3日、UFC on ABC: Sandhagen vs. Nurmagomedovで女子ストロー級ランキング10位のルーピー・ゴディネスと対戦し、3-0の判定勝ち。
2025年1月11日、UFC Fight Night: Dern vs. Ribas 2で女子ストロー級ランキング8位のアマンダ・ヒバスと再戦し、腕ひしぎ十字固めで3R一本勝ち。パフォーマンス・オブ・ザ・ナイトを受賞し、リベンジに成功した。

## 人物・エピソード
- 2012年にTBSのスポーツバラエティ番組『炎の体育会TV』に出演し、八木真澄（サバンナ）と3分2R＋延長1Rの特別ルールで柔術対決を行い、判定勝ちを収めた[14]。
- MMAでは減量に苦戦することが多く、通算3度計量に失敗している[15]。
- 元夫はプロサーファーのウェズレイ・サントス。2019年6月9日、第一子となる女児を出産した[16]。

## 戦績
| 総合格闘技 戦績 | 総合格闘技 戦績 | 総合格闘技 戦績 | 総合格闘技 戦績 | 総合格闘技 戦績 | 総合格闘技 戦績 | 総合格闘技 戦績 |
| --------------- | --------------- | --------------- | --------------- | --------------- | --------------- | --------------- |
| 20 試合         | (T)KO           | 一本            | 判定            | その他          | 引き分け        | 無効試合        |
| 15 勝           | 0               | 8               | 7               | 0               | 0               | 0               |
| 5 敗            | 1               | 0               | 4               | 0               | 0               | 0               |

| 勝敗 | 対戦相手               | 試合結果                     | 大会名                                     | 開催年月日     |
| ○    | アマンダ・ヒバス       | 3R 4:56 腕ひしぎ十字固め     | UFC Fight Night: Dern vs. Ribas 2          | 2025年1月11日  |
| ○    | ルーピー・ゴディネス   | 5分3R終了 判定3-0            | UFC on ABC: Sandhagen vs. Nurmagomedov     | 2024年8月3日   |
| ×    | アマンダ・レモス       | 5分3R終了 判定0-3            | UFC 298: Volkanovski vs. Topuria           | 2024年2月17日  |
| ×    | ジェシカ・アンドラージ | 2R 3:15 TKO（右ストレート）  | UFC 295: Procházka vs. Pereira             | 2023年11月11日 |
| ○    | アンジェラ・ヒル       | 5分5R終了 判定3-0            | UFC Fight Night: Dern vs. Hill             | 2023年5月20日  |
| ×    | ヤン・シャオナン       | 5分3R終了 判定0-2            | UFC Fight Night: Dern vs. Yan              | 2022年10月1日  |
| ○    | ティーシャ・トーレス   | 5分3R終了 判定2-1            | UFC 273: Volkanovski vs. The Korean Zombie | 2022年4月9日   |
| ×    | マリナ・ロドリゲス     | 5分5R終了 判定0-3            | UFC Fight Night: Dern vs. Rodriguez        | 2021年10月9日  |
| ○    | ニーナ・アンサロフ     | 1R 4:49 腕ひしぎ十字固め     | UFC on ABC 2: Vettori vs. Holland          | 2021年4月10日  |
| ○    | ビルナ・ジャンジロバ   | 5分3R終了 判定3-0            | UFC 256: Figueiredo vs. Moreno             | 2020年12月12日 |
| ○    | ランダ・マルコス       | 1R 3:44 腕ひしぎ十字固め     | UFC Fight Night: Covington vs. Woodley     | 2020年9月19日  |
| ○    | ハンナ・シファーズ     | 1R 2:36 膝十字固め           | UFC on ESPN 9: Woodley vs. Burns           | 2020年5月30日  |
| ×    | アマンダ・ヒバス       | 5分3R終了 判定0-3            | UFC Fight Night: Joanna vs. Waterson       | 2019年10月12日 |
| ○    | アマンダ・クーパー     | 1R 2:27 リアネイキドチョーク | UFC 224: Nunes vs. Pennington              | 2018年5月12日  |
| ○    | アシュリー・ヨーダー   | 5分3R終了 判定2-1            | UFC 222: Cyborg vs. Kunitskaya             | 2018年3月3日   |
| ○    | ケイリン・メデイロス   | 3R 4:45 腕ひしぎ十字固め     | Invicta FC 26: Maia vs. Niedzwiedz         | 2017年12月8日  |
| ○    | マンディ・ポーク       | 1R 2:55 リアネイキドチョーク | LFA 24: Frincu vs. Millender               | 2017年10月13日 |
| ○    | キャサリン・ロイ       | 5分3R終了 判定3-0            | LFA 6: Junior vs. Rodriguez                | 2017年3月10日  |
| ○    | モンタナ・デ・ラ・ロサ | 1R 3:25 イマナリチョーク     | Legacy Fighting Championship 61            | 2016年10月14日 |
| ○    | ケニア・ロサス         | 5分3R終了 判定3-0            | Legacy Fighting Championship 58            | 2016年7月22日  |

## 獲得タイトル
- アブダビコンバット 60kg級 優勝（2015年）
- 世界柔術選手権 59kg級 優勝（2015年、2016年）
- 世界ノーギ柔術選手権 55.5kg級 優勝（2014年）
- 世界ノーギ柔術選手権 無差別級 優勝（2015年）
- アブダビ・ワールド・プロフェッショナル柔術選手権 55kg級 優勝（2015年、2016年）
- アブダビ・ワールド・プロフェッショナル柔術選手権 無差別級 優勝（2015年）
- パン柔術選手権 59kg級 優勝（2015年、2016年）
- 全ブラジル柔術選手権 58kg級 優勝（2014年、2015年）
- ヨーロピアン柔術選手権 58kg級 優勝（2013年、2016年、2017年）
- アジア柔術選手権 58kg級 優勝（2014年、2015年）
- アジア柔術選手権 64kg級 優勝（2016年）
- アジア柔術選手権 無差別級 優勝（2014年、2015年、2016年）

## 表彰
- UFC パフォーマンス・オブ・ザ・ナイト（4回）
- UFC ファイト・オブ・ザ・ナイト（2回）